# Amazonskarv
Amazonskarv (Nannopterum brasilianum) är en amerikansk fågel i familjen skarvar med vid utbredning från USA till sydligaste Sydamerika.

## Utseende och läten
Amazonskarven är med en kroppslängd på 58–73 cm tydligt mindre än öronskarven (Phalacrocorax auritus), som den annars liknar och också ofta beblandar sig med. På långt håll skiljs den lättast på längre stjärt (lika lång som halsen), närmare syns även att näbben är kortare, tygeln och näbben är gråare och strupfläcken begränsas bakåt av en V-formad kant. Ungfågeln har till skillnad från motsvarande dräkt hos öronskarven vanligen mörkt bröst. Fågeln är mestadels tyst, men vid häckningskolonierna hörs stönande och knarrande ljud.

## Utbredning och systematik
Amazonskarv delas in i två underarter med följande utbredning:
- Nannopterum brasilianum mexicanum – förekommer från allra sydligaste USA till Nicaragua, Bahamas, Kuba och Isla de la Juventud
- Nannopterum brasilianum brasilianum – förekommer från Costa Rica och söderut genom Sydamerika till Tierra del Fuego

### Släktestillhörighet
Amazonskarv placeras liksom de allra flesta skarvar traditionellt i släktet Phalacrocorax. Efter genetiska studier som visar på att Phalacrocorax består av relativt gamla utvecklingslinjer har det delats upp i flera mindre, varvid amazonskarven och dess nära släktingar öronskarven och den flygoförmögna galápagosskarven lyfts ut till det egna släktet Nannopterum.

### Skarvarnas släktskap
Skarvarnas taxonomi har varit omdiskuterad. Traditionellt har de placerats gruppen i ordningen pelikanfåglar (Pelecaniformes) men de har även placerats i ordningen storkfåglar (Ciconiiformes). Molekulära och morfologiska studier har dock visat att ordningen pelikanfåglar är parafyletisk. Därför har skarvarna flyttats till den nya ordningen sulfåglar (Suliformes) tillsammans med fregattfåglar, sulor och ormhalsfåglar.

## Levnadssätt
Amazonskarven förekommer både i söt- och saltvatten. Den är sällskaplig året runt och häckar i kolonier, med varierande häckningstid i olika delar av utbredningsområdet.

## Status och hot
Arten har ett stort utbredningsområde och en stor population, och tros öka i antal. Utifrån dessa kriterier kategoriserar IUCN arten som livskraftig (LC). Världspopulationen uppskattas till två miljoner individer.

## Namn
Amazonskarven hade tidigare det vetenskapliga artnamnet olivaceus, men studier visar att brasilianus har prioritet. På svenska har fågeln även kallats sydamerikansk skarv

## Bildgalleri

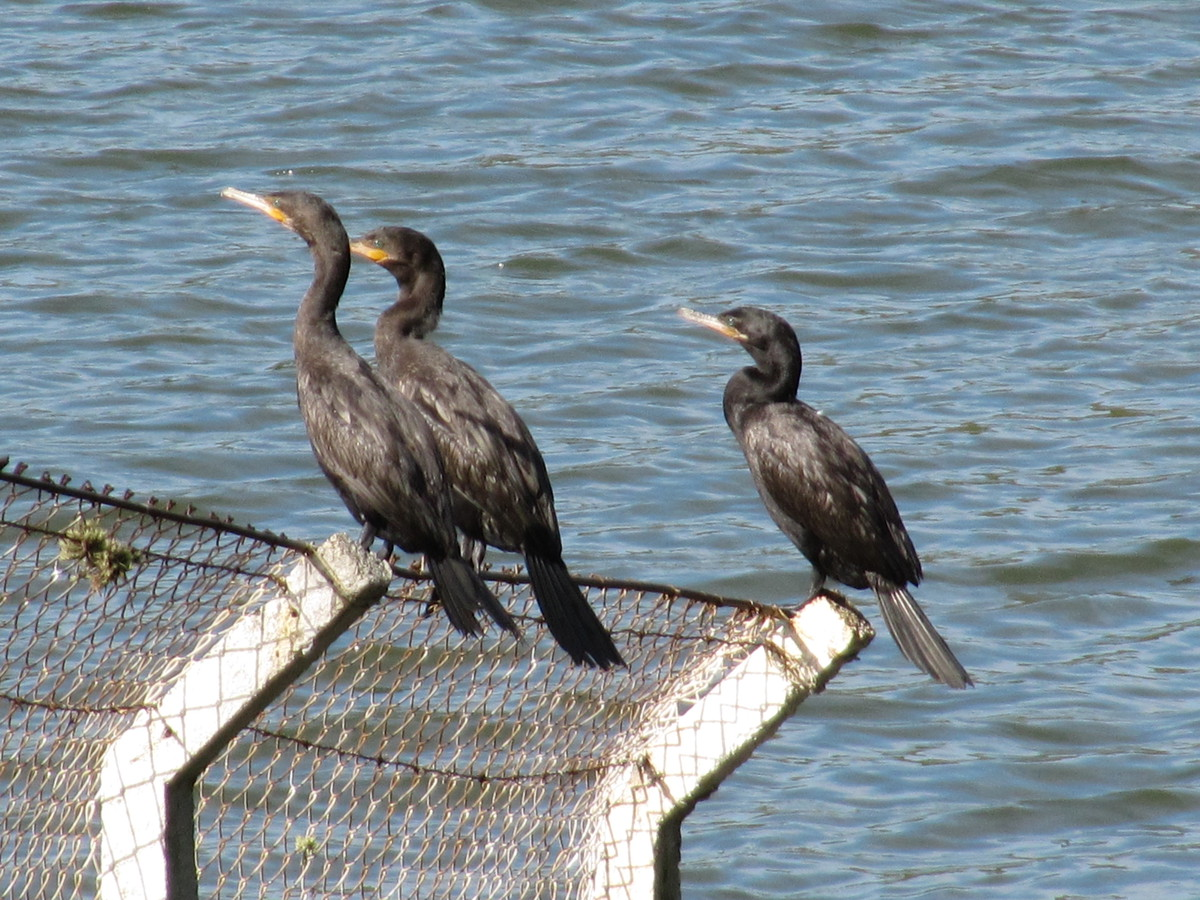
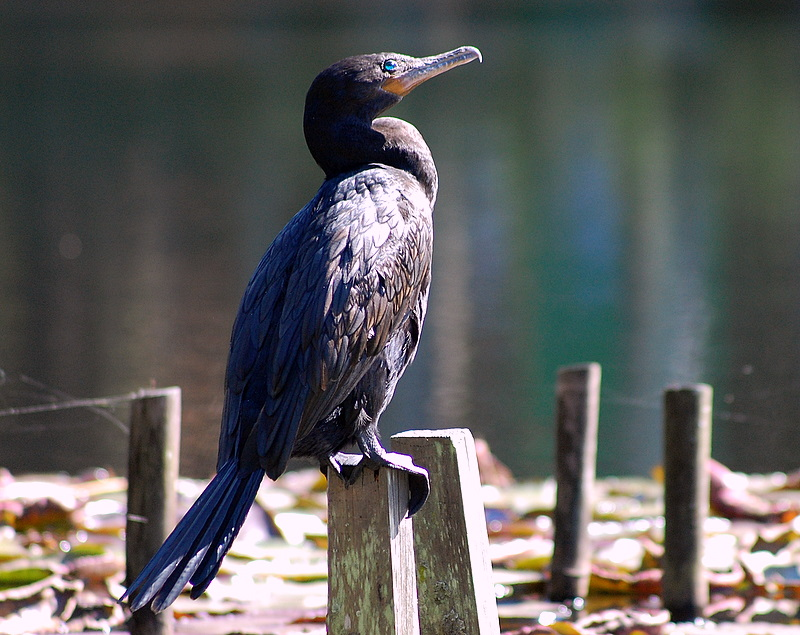
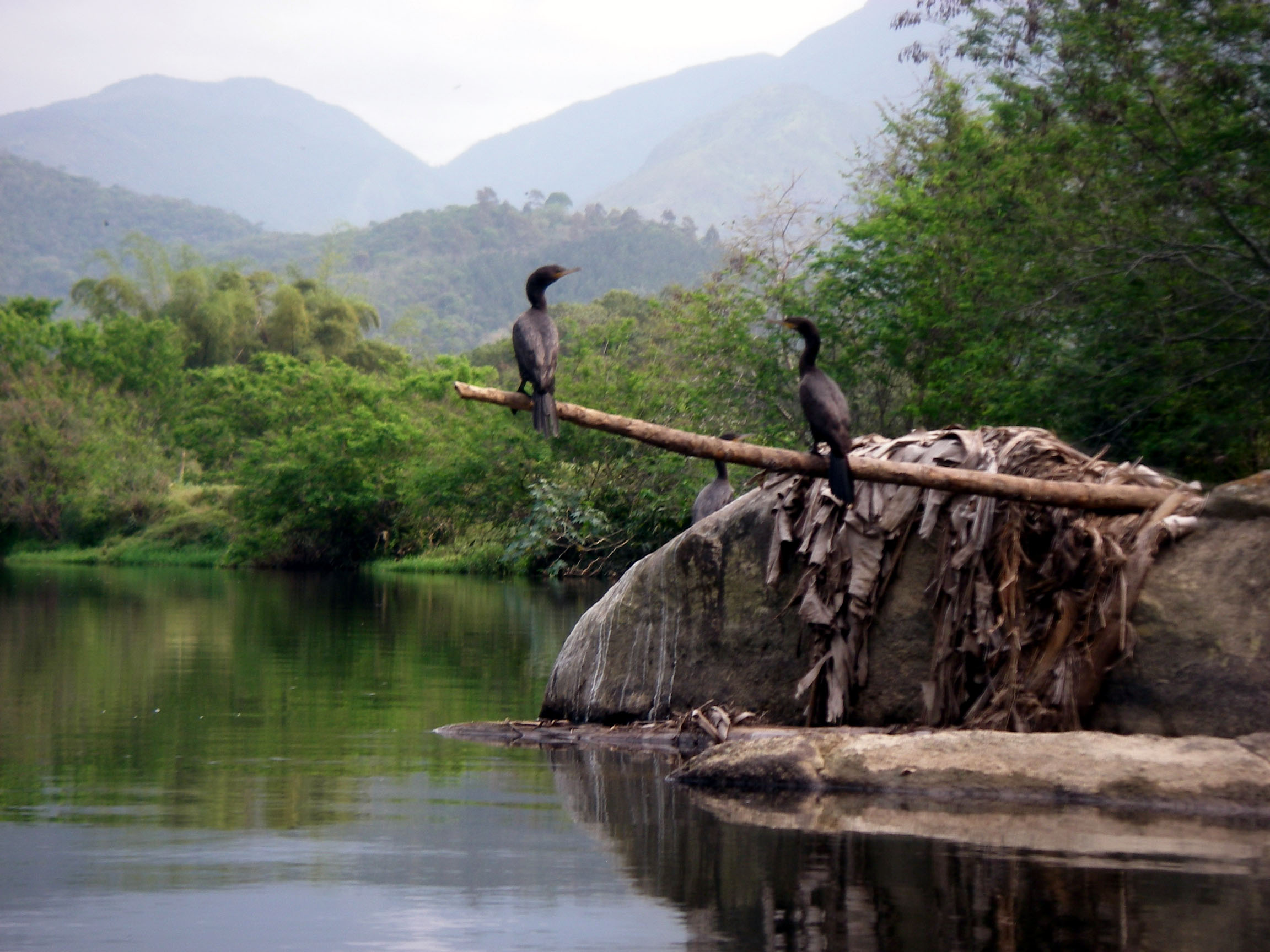
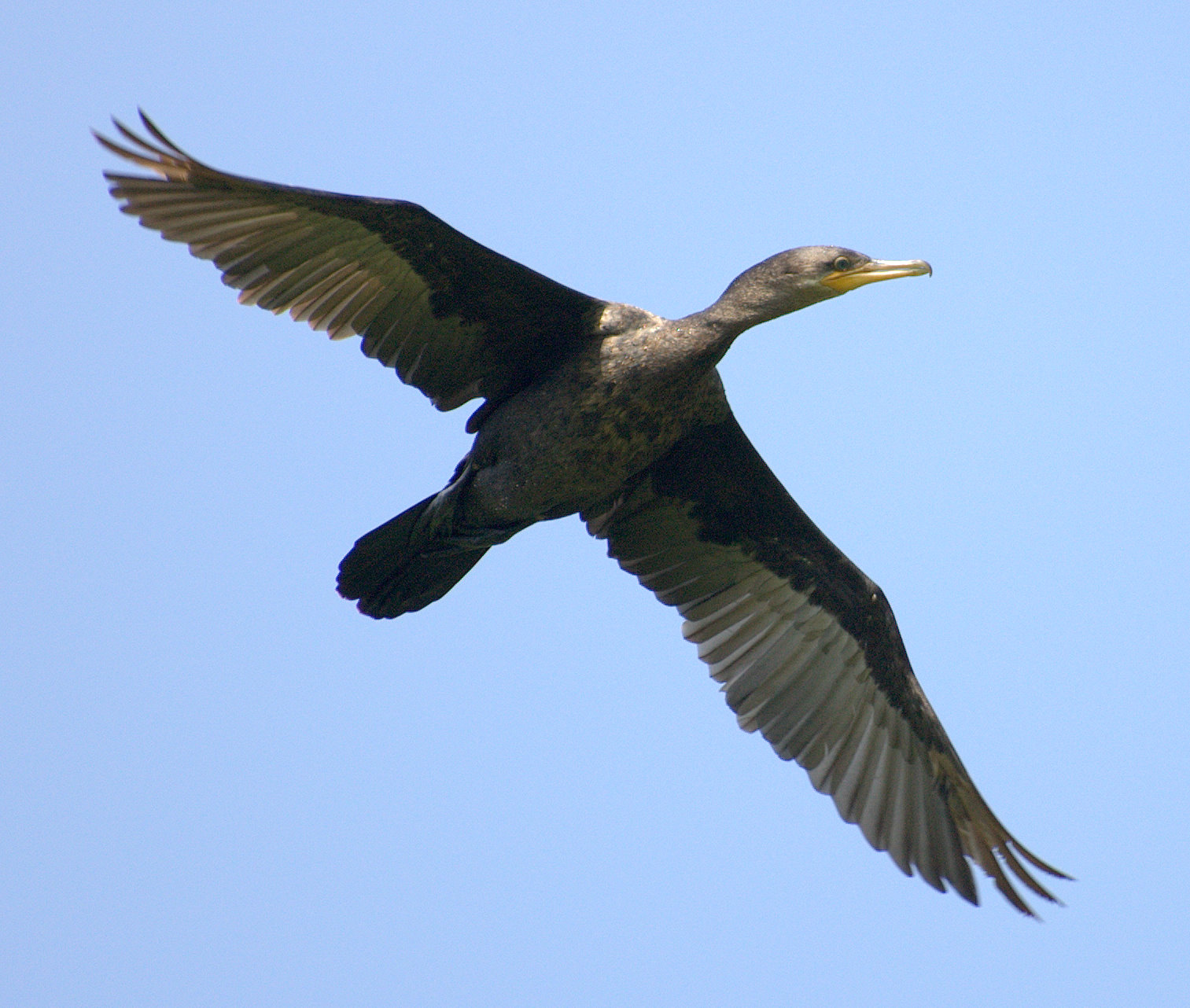
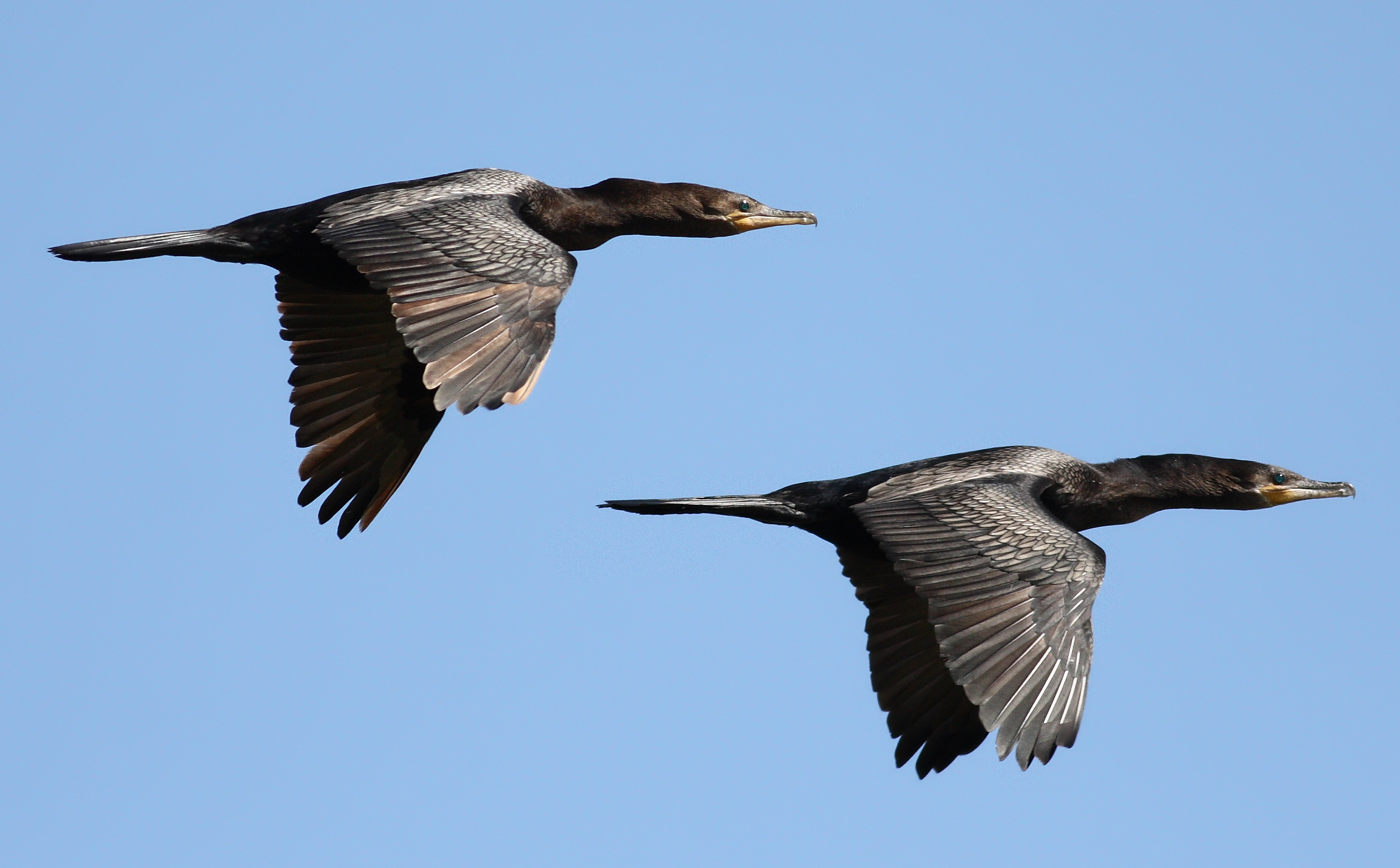
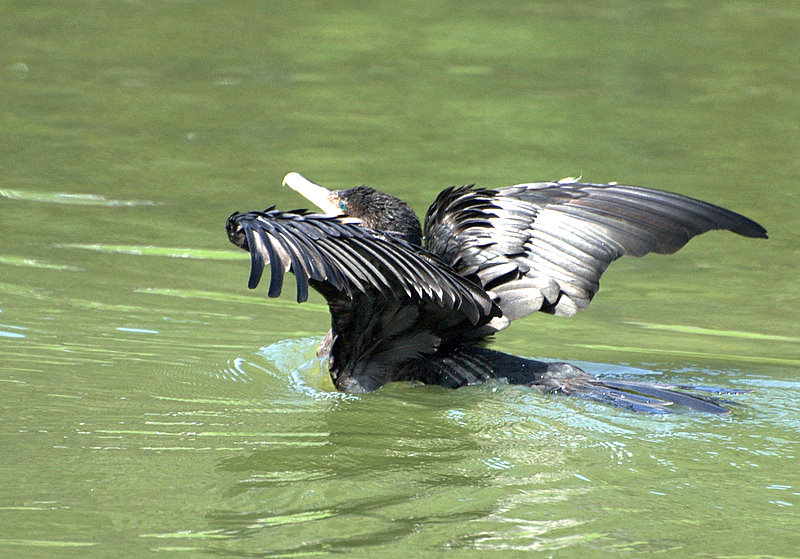
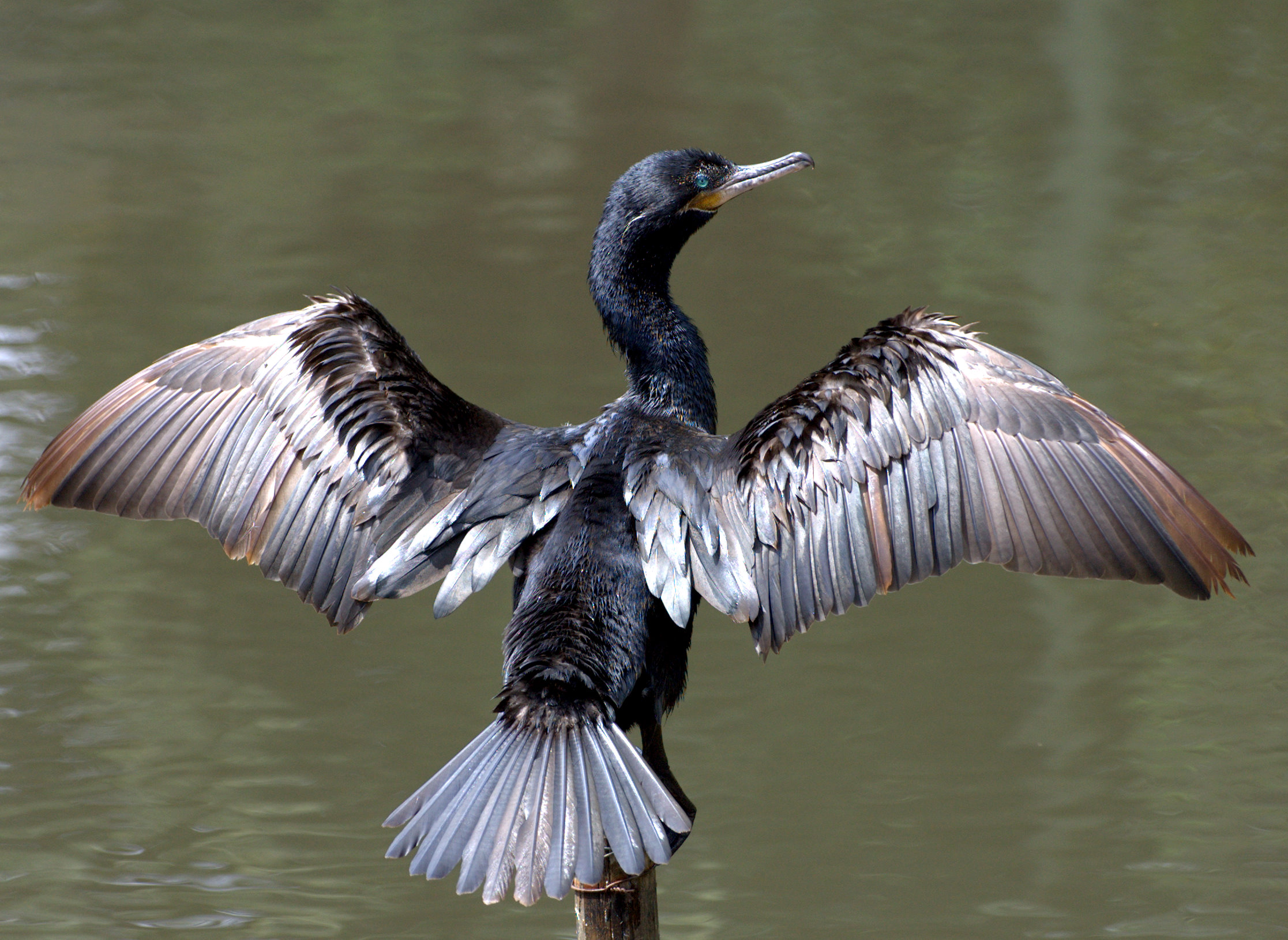